# 434

## Догађаји
- Флавије Аеције, римски генерал (магистер милитум) у служби цара Валентинијана III, почиње да држи власт у Риму (ово ће трајати 20 година). Он дозвољава да се Хуни населе у Панонији, уз реку Саву.
- Јуста Грата Хонорија, старија сестра Валентинијана, затрудне од службеника у њеном домаћинству. Кругови на двору у Равени неизбежно претпостављају да Хонорија планира да подигне свог љубавника у царски ранг и изазове свог брата. Валентинијан због тога наређује да се он погуби.
- Лето – Хуни под Ругилом пустоше Тракију и постепено се крећу ка Цариграду. Грађани се припремају за дугу опсаду, у зависности од јачине Теодосијевих зидина.
- Цар Теодосије II подмићује Хуне (после Ругилине смрти) да одрже мир у Источном римском царству.
- Вандали у северној Африци побеђују римског генерала Аспара и приморавају га да се повуче. Служи као конзул у Цариграду.
- Атила, краљ Хуна, учвршћује своју власт на месту Будима (савремена Будимпешта). Он заједно влада краљевством са својим братом Бледом.
- 12. април –  Максимијан Цариградски умире на Велики четвртак. Наслеђује га Прокл, који постаје архиепископ Цариграда.

- Википедија:Непознат датум — Свети Прокл постао цариградски патријарх

## Смрти
- 12. април – Максимијан Цариградски, архиепископ цариградски
- Хелиан Чанг, цар кинеске Ксионгну државе Сја
- Ругила, краљ Хуна